# Telekomunikacije u Hrvatskoj
Telekomunikacije u Hrvatskoj odnosi se na telekomunikacijske usluge koje se vrše na području Republike Hrvatske danas i u prošlosti. Telekomunikacije na području Hrvatske uglavnom su sljedile tehnološke trendove koje su bile rasprostranjene u Svijetu. Najveće promjene na polju telekomunikacija zabilježeno je u 20. stoljeću, pojavom dostupne električne energije. Ovom pojavom omogućeno je brzo rasprostanjivanje raznih telekomunikacijskih tehnologija kao na primjer telegrafa i telefona. S obzirom na nisku industrijsku razvijenost, niske pismenosti, niskog materijalnog stanja, ne postojanja gusto naseljenih gradova nove telekomunikacijske tehnologije su se širile relativno sporo. Još tome telekomunikacije na području Hrvatske obično su bile pod strogom kontrolom centralnih vlada, tako da je prodor, inovacija bila orkestrirana od vrha. Od 1990-tih i stvaranjem Republike Hrvatske nastali su uvjeti u kojem je država otvorila tržište telekomunikacija, i tako se kroz tržište uvjetovala nove investicije i bolju dostupnost telekomunikacija.

## Tvrtke

### Telekomunikacijske usluge
- Hrvatski Telekom (HT)
- A1 Hrvatska
- Telemach Hrvatska